# گوجرخان
گوجرخان (به انگلیسی: Gujar Khan) یک شهر در پاکستان است که در ناحیه راولپندی واقع شده‌است. گوجرخان ۱٬۴۶۶ کیلومتر مربع مساحت و ۵۷٬۱۵۲ نفر جمعیت دارد و ۴۶۱ متر بالاتر از سطح دریا واقع شده‌است.